# 프란츠 칼 뮐러-라이어
프란츠 칼 뮐러-라이어(Franz Carl Müller-Lyer, Francis Xavier Hermann Müller 1857년 2월 5일-1916년 10월 29일)는 독일 심리학자이자 사회학자였다. 뮐러-라이어 착시(Müller-Lyer illusion)는 그의 이름을 따서 명명되었다.

## 예
|      |
| 예시 |

뮐러-라이어 착시(Müller-Lyer illusion) 현상을 나타내는 두 세트의 화살표. 하단의 세트는 화살표의 모든 샤프트가 같은 길이임을 보여준다.

## 라이프
뮐러-라이어(Müller-Lyer illusion)는 바덴바덴(독일어: Baden-Baden)에서 태어났다. 그는 스트라스부르 대학교(Universities of Strasbourg), 본 대학교(University of Bonn), 라이프치히 대학교(Leipzig University)에서 의학을 공부했다. 그는 또한 베를린 훔볼트 대학교(Humboldt University of Berlin), 빈 대학교(University of Vienna), 신 파리 대학교(University of Paris), 런던 대학교(University of London)에서 심리학과 사회학을 공부했다. 1888년 그는 뮌헨에서 개인 업무를 시작했다. 그가 1889년에 묘사한 뮐러-라이어 착시(Müller-Lyer illusion) 현상은 끝이 쉐브론(chevrons)으로 덮일 때 선의 길이를 인식하는 것과 관련이 있다. 발산 쉐브론(	V형 무늬,chevron)은 수렴 쉐브론과 비교할 때 라인을 더 길게 만드는 것처럼 보인다. 현재 알려진 수많은 유사한 기하학적 착시현상이 있다.

## 같이 보기
- 오비슨 착시